# Bussière-Nouvelle
Pour les articles homonymes, voir Bussière.
Bussière-Nouvelle est une commune française située dans le département de la Creuse en région Nouvelle-Aquitaine.

## Géographie

### Généralités
Dans la moitié orientale du département de la Creuse, la commune de Bussière-Nouvelle s'étend sur 8,52 km2. Elle est arrosée au nord-ouest sur près d'un kilomètre par le ruisseau des Portes, appelé Bellegy dans sa partie aval — un affluent de la Tardes — qui y prend sa source.
L'altitude minimale avec 571 mètres se trouve localisée à l'extrême sud-ouest, à l'ouest du lieu-dit Blavepeyre, là où le ruisseau du Faud, affluent du Bellegy, quitte le territoire communal et entre sur celui de Lupersat. L'altitude maximale avec 687 mètres est située dans le sud, au puy de Coudillas.
Traversé par la route départementale (RD) 27, le bourg de Bussière-Nouvelle est situé, en distances orthodromiques, six kilomètres à l'ouest d'Auzances, et 21 kilomètres au nord-est d'Aubusson.
Le territoire communal est également desservi au sud par la RD 988.

### Communes limitrophes
Bussière-Nouvelle est limitrophe de six autres communes.
| Mainsat  | Arfeuille-Châtain  | Rougnat   |
|          | Busssière-Nouvelle |           |
| Lupersat | Sermur             | Le Compas |

### Climat
Pour des articles plus généraux, voir Climat de la Nouvelle-Aquitaine et Climat de la Creuse.
Historiquement, la commune est exposée à un climat montagnard.  
En 2020, Météo-France publie une typologie des climats de la France métropolitaine dans laquelle la commune est exposée à un climat de montagne et est dans la région climatique  Ouest et nord-ouest du Massif Central, caractérisée par une pluviométrie annuelle de 900 à 1 500 mm, maximale en automne et en hiver.
Pour la période 1971-2000, la température annuelle moyenne est de 9,6 °C, avec  une amplitude thermique annuelle de 14,7 °C. Le cumul annuel moyen de précipitations est de 947 mm, avec 12,3 jours de précipitations en janvier et 8,1 jours en juillet. Pour la période 1991-2020, la température moyenne annuelle observée sur la station météorologique la plus proche, située sur la commune d'Auzances à 6 km à vol d'oiseau, est de 10,6 °C et le cumul annuel moyen de précipitations est de 898,1 mm,. Pour l'avenir, les paramètres climatiques de la commune estimés pour 2050 selon différents scénarios d’émission de gaz à effet de serre sont consultables sur un site dédié publié par Météo-France en novembre 2022.

## Urbanisme

### Typologie
Au 1er janvier 2024, Bussière-Nouvelle est catégorisée commune rurale à habitat très dispersé, selon la nouvelle grille communale de densité à 7 niveaux définie par l'Insee en 2022.
Elle est située hors unité urbaine et hors attraction des villes,.

### Occupation des sols
L'occupation des sols de la commune, telle qu'elle ressort de la base de données européenne d’occupation biophysique des sols Corine Land Cover (CLC), est marquée par l'importance des territoires agricoles (93,6 % en 2018), une proportion identique à celle de 1990 (93,6 %). La répartition détaillée en 2018 est la suivante : 
prairies (65,2 %), zones agricoles hétérogènes (28,4 %), forêts (6,4 %). L'évolution de l’occupation des sols de la commune et de ses infrastructures peut être observée sur les différentes représentations cartographiques du territoire : la carte de Cassini (XVIIIe siècle), la carte d'état-major (1820-1866) et les cartes ou photos aériennes de l'IGN pour la période actuelle (1950 à aujourd'hui).

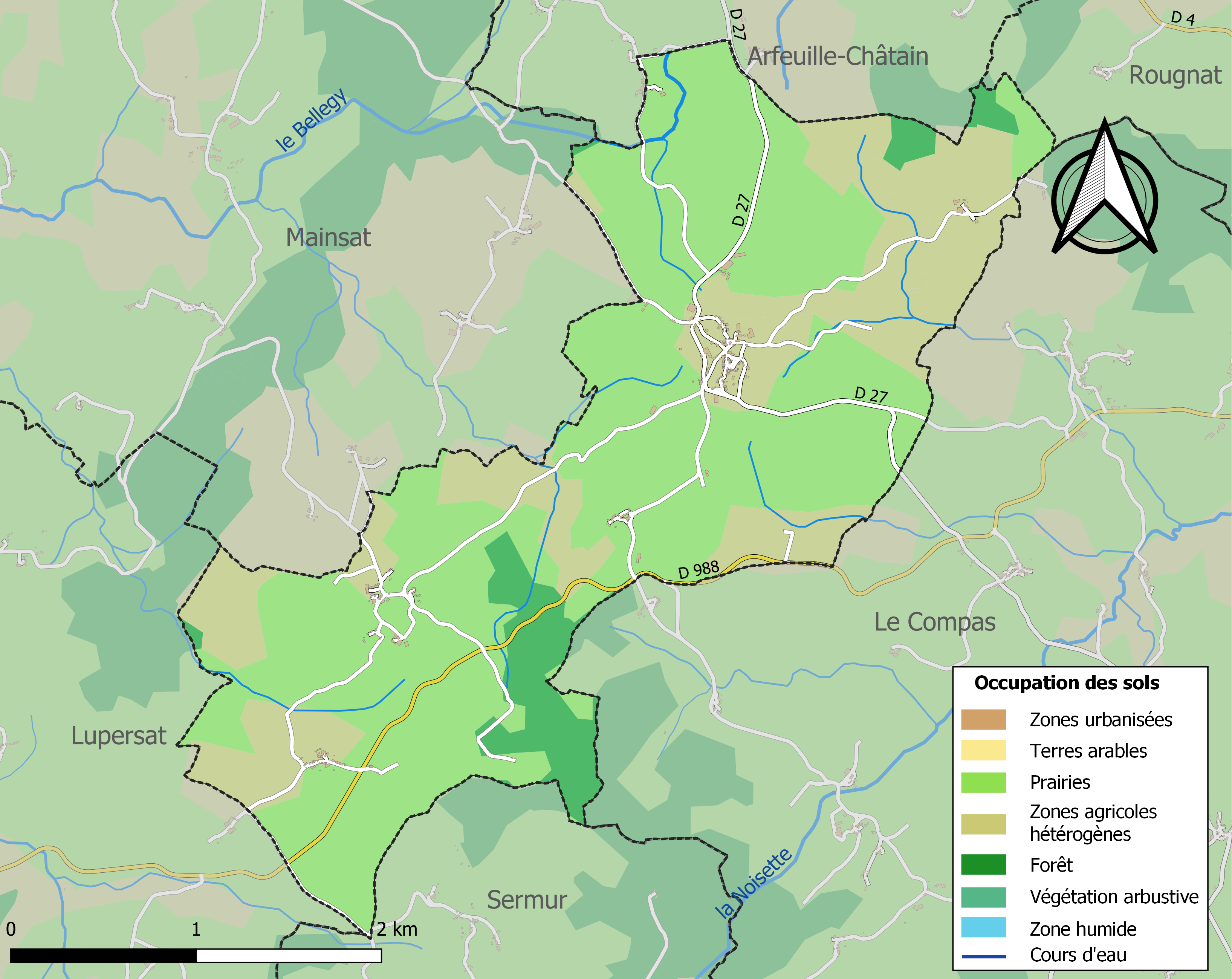
Carte des infrastructures et de l'occupation des sols de la commune en 2018 (CLC).

### Transports en commun
- Réseau TransCreuse

### Risques majeurs
Le territoire de la commune de Bussière-Nouvelle est vulnérable à différents aléas naturels : météorologiques (tempête, orage, neige, grand froid, canicule ou sécheresse) et séisme (sismicité faible). Il est également exposé à un risque particulier : le risque de radon. Un site publié par le BRGM permet d'évaluer simplement et rapidement les risques d'un bien localisé soit par son adresse soit par le numéro de sa parcelle.

#### Risques naturels

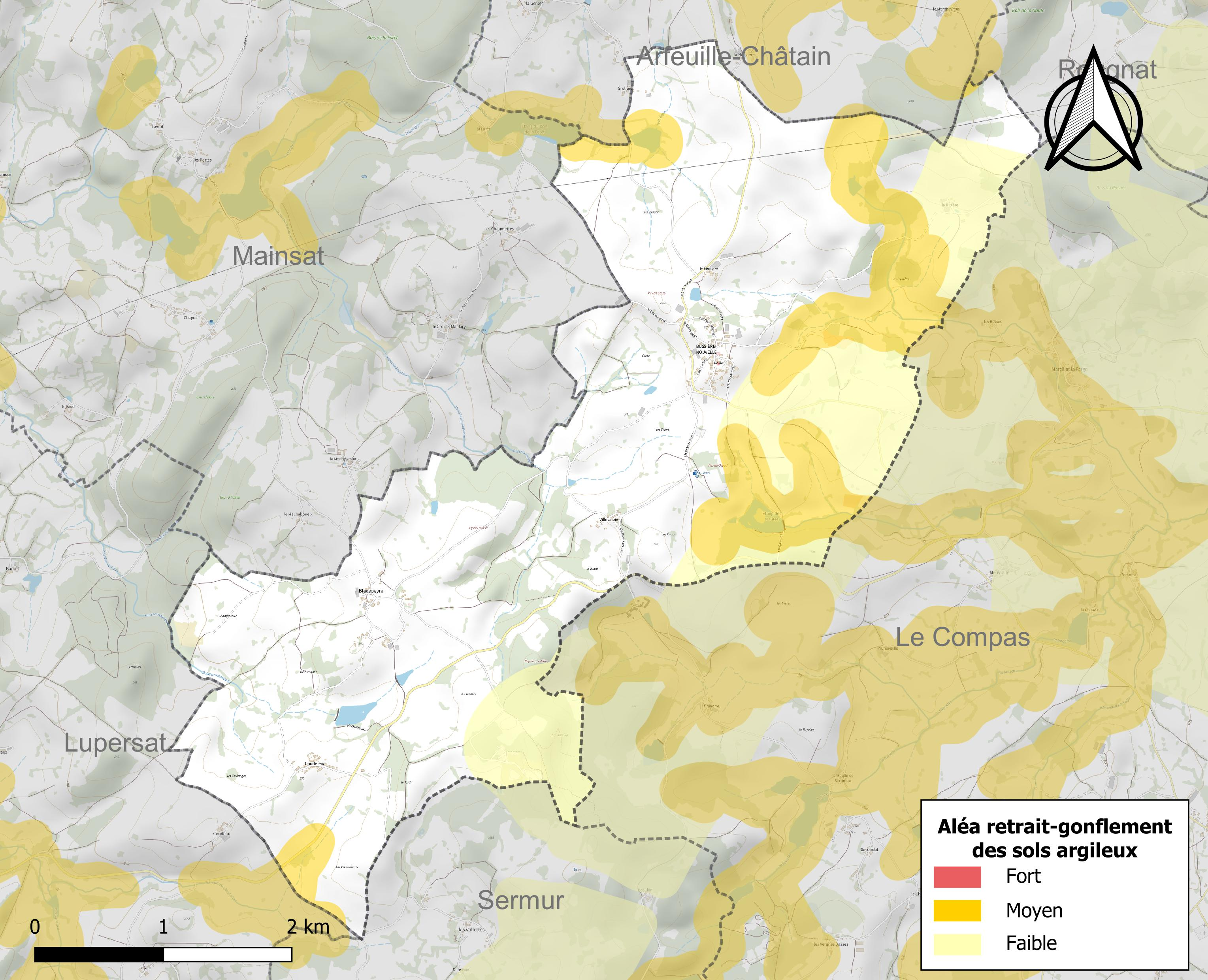
Carte des zones d'aléa retrait-gonflement des sols argileux de Bussière-Nouvelle.

Le retrait-gonflement des sols argileux est susceptible d'engendrer des dommages importants aux bâtiments en cas d’alternance de périodes de sécheresse et de pluie. 14,9 % de la superficie communale est en aléa moyen ou fort (33,6 % au niveau départemental et 48,5 % au niveau national). Sur les 74 bâtiments dénombrés sur la commune en 2019, 1 sont en aléa moyen ou fort, soit 1 %, à comparer aux 25 % au niveau départemental et 54 % au niveau national. Une cartographie de l'exposition du territoire national au retrait gonflement des sols argileux est disponible sur le site du BRGM,.
Par ailleurs, afin de mieux appréhender le risque d’affaissement de terrain, l'inventaire national des cavités souterraines permet de localiser celles situées sur la commune.
La commune a été reconnue en état de catastrophe naturelle au titre des dommages causés par les inondations et coulées de boue survenues en 1982 et 1999. Concernant les mouvements de terrains, la commune a été reconnue en état de catastrophe naturelle au titre des dommages causés par des mouvements de terrain en 1999.

#### Risque particulier
Dans plusieurs parties du territoire national, le radon, accumulé dans certains logements ou autres locaux, peut constituer une source significative d’exposition de la population aux rayonnements ionisants. Certaines communes du département sont concernées par le risque radon à un niveau plus ou moins élevé. Selon la classification de 2018, la commune de Bussière-Nouvelle est classée en zone 3, à savoir zone à potentiel radon significatif.

## Histoire
Bussière-Nouvelle est une commune créée à la Révolution française. En 1842, la commune de Blavepeyre fusionne avec Bussière-Nouvelle.

## Politique et administration

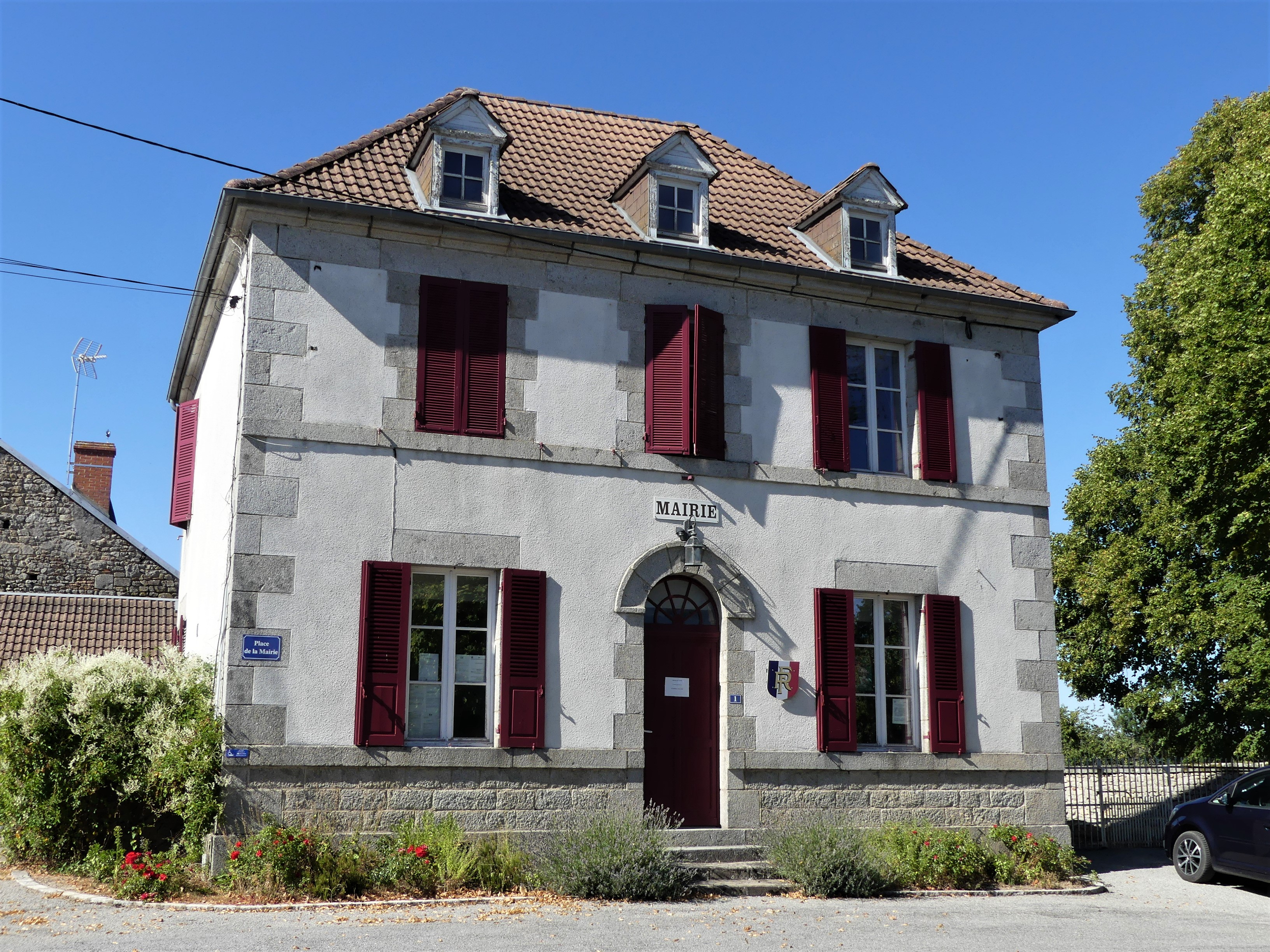
La mairie en 2022.

| Période                                  | Période   | Identité             | Étiquette | Qualité |
| ---------------------------------------- | --------- | -------------------- | --------- | --- |
| Les données manquantes sont à compléter. |           |                      |           | |
|                                          |           |                      |           | |
|                                          |           | Jean Baptiste Depoux |           | |
|                                          |           |                      |           | |
| mars 2001                                | mars 2008 | Gérard Rollin        | DVD       | |
| mars 2008                                | 2015      | Valérie Simonet      | UMP-LR    | Conseillère générale Vice-présidente de la communauté de communes Députée suppléante Présidente du Conseil départemental depuis 2015 |
| 2015                                     | En cours  | Dominique Augendre   |           | |

## Démographie
L'évolution du nombre d'habitants est connue à travers les recensements de la population effectués dans la commune depuis 1793. Pour les communes de moins de 10 000 habitants, une enquête de recensement portant sur toute la population est réalisée tous les cinq ans, les populations de référence des années intermédiaires étant quant à elles estimées par interpolation ou extrapolation. Pour la commune, le premier recensement exhaustif entrant dans le cadre du nouveau dispositif a été réalisé en 2008.

En 2022, la commune comptait 75 habitants, en évolution de −17,58 % par rapport à 2016 (Creuse : −3,32 %, France hors Mayotte : +2,11 %).
| 1793 | 1800 | 1806 | 1821 | 1831 | 1836 | 1841 | 1846 | 1851 |
| ---- | ---- | ---- | ---- | ---- | ---- | ---- | ---- | ---- |
| 261  | 287  | 242  | 265  | 278  | 300  | 482  | 469  | 477  |

| 1856 | 1861 | 1866 | 1872 | 1876 | 1881 | 1886 | 1891 | 1896 |
| ---- | ---- | ---- | ---- | ---- | ---- | ---- | ---- | ---- |
| 439  | 410  | 380  | 396  | 402  | 369  | 364  | 392  | 415  |

| 1901 | 1906 | 1911 | 1921 | 1926 | 1931 | 1936 | 1946 | 1954 |
| ---- | ---- | ---- | ---- | ---- | ---- | ---- | ---- | ---- |
| 384  | 333  | 308  | 253  | 219  | 222  | 198  | 209  | 179  |

| 1962 | 1968 | 1975 | 1982 | 1990 | 1999 | 2006 | 2008 | 2013 |
| ---- | ---- | ---- | ---- | ---- | ---- | ---- | ---- | ---- |
| 184  | 165  | 141  | 130  | 113  | 105  | 111  | 113  | 101  |

| 2018 | 2022 | - | - | - | - | - | - | - |
| ---- | ---- | - | - | - | - | - | - | - |
| 80   | 75   | - | - | - | - | - | - | - |

## Lieux et monuments
- Église Sainte-Marie-Madeleine de Bussière-Nouvelle[23].
- Chapelle Saint-Jean de Blavepeyre.

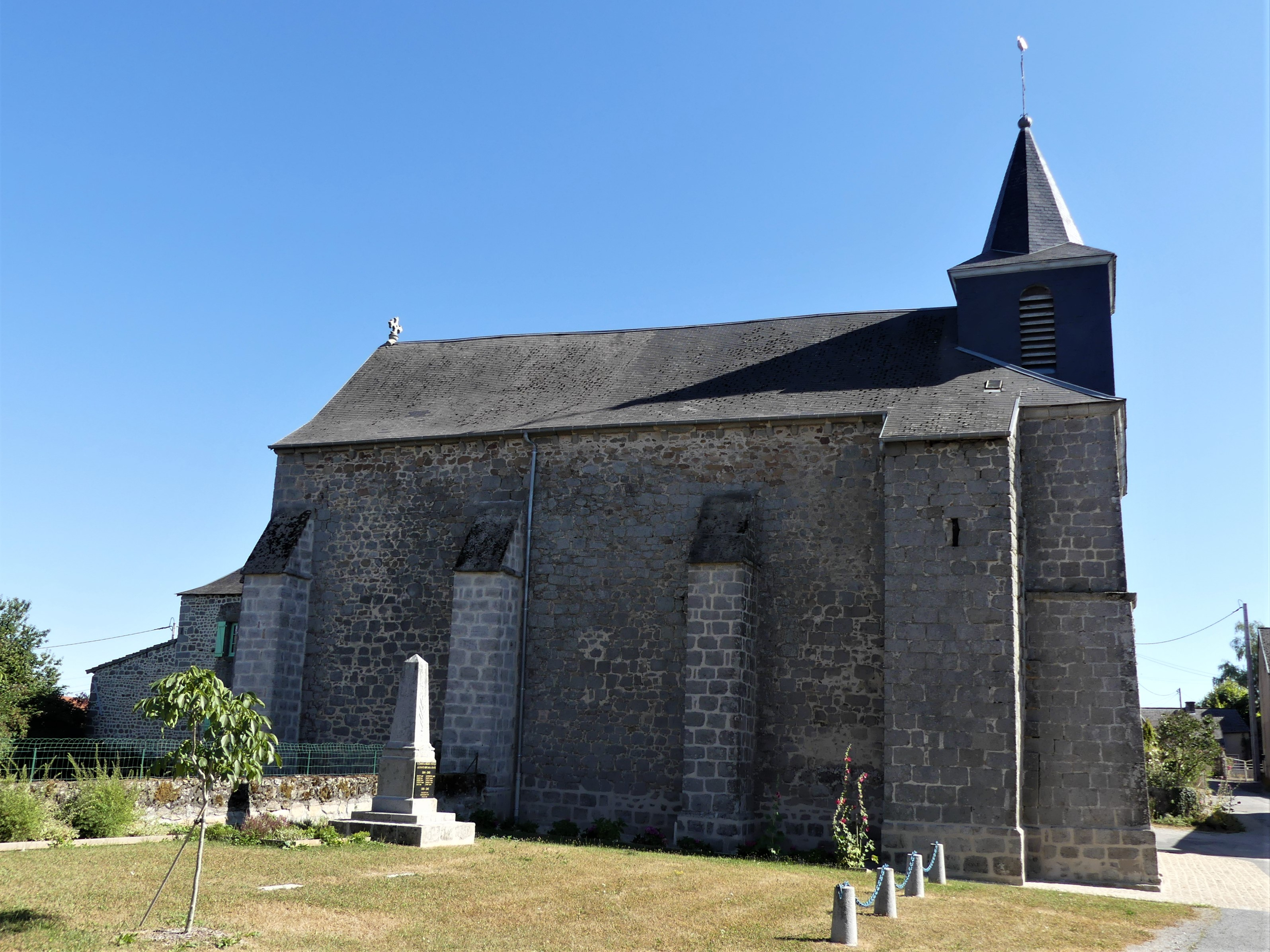
L'église Sainte-Marie Madeleine.
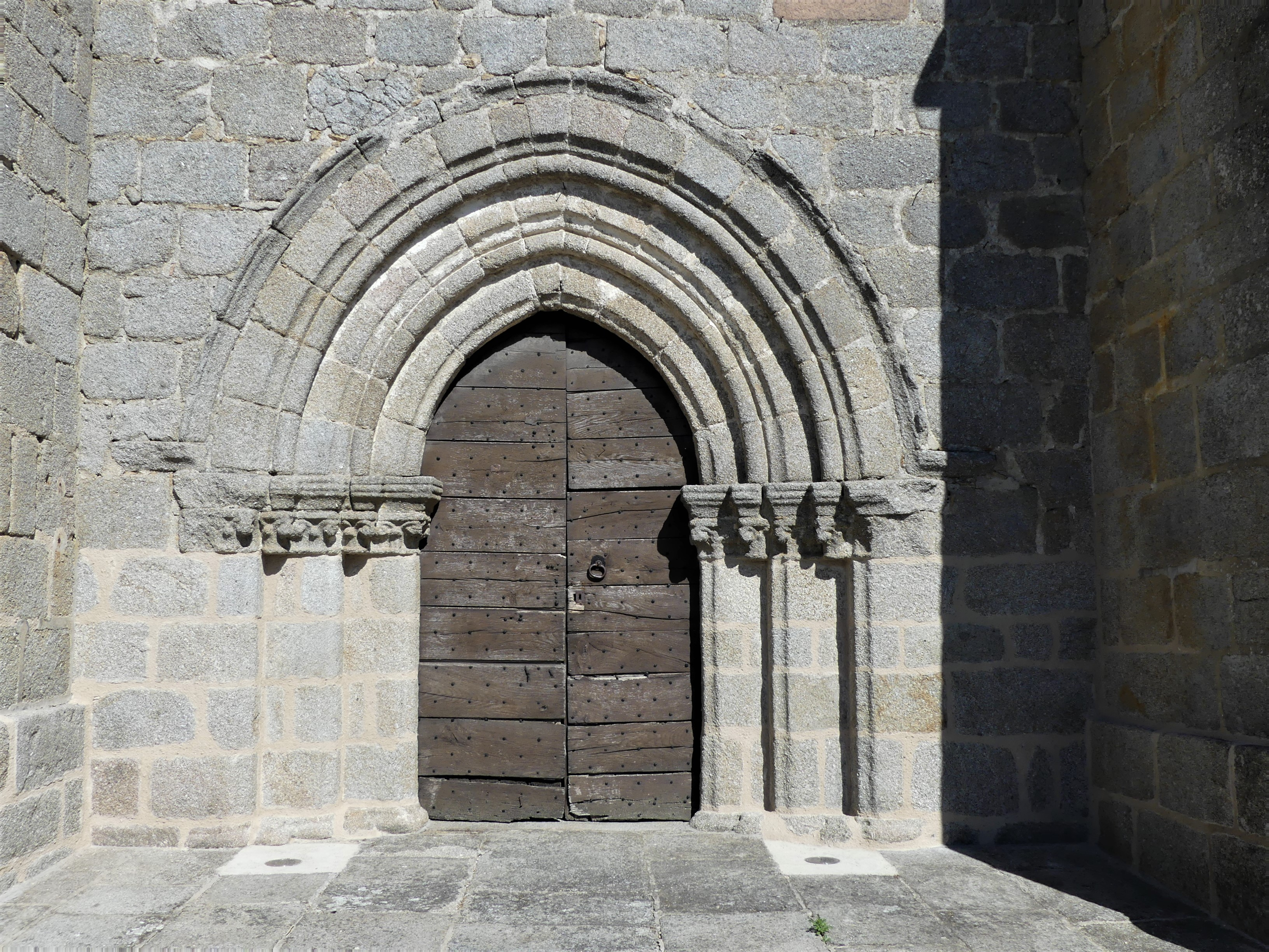
Son portail.
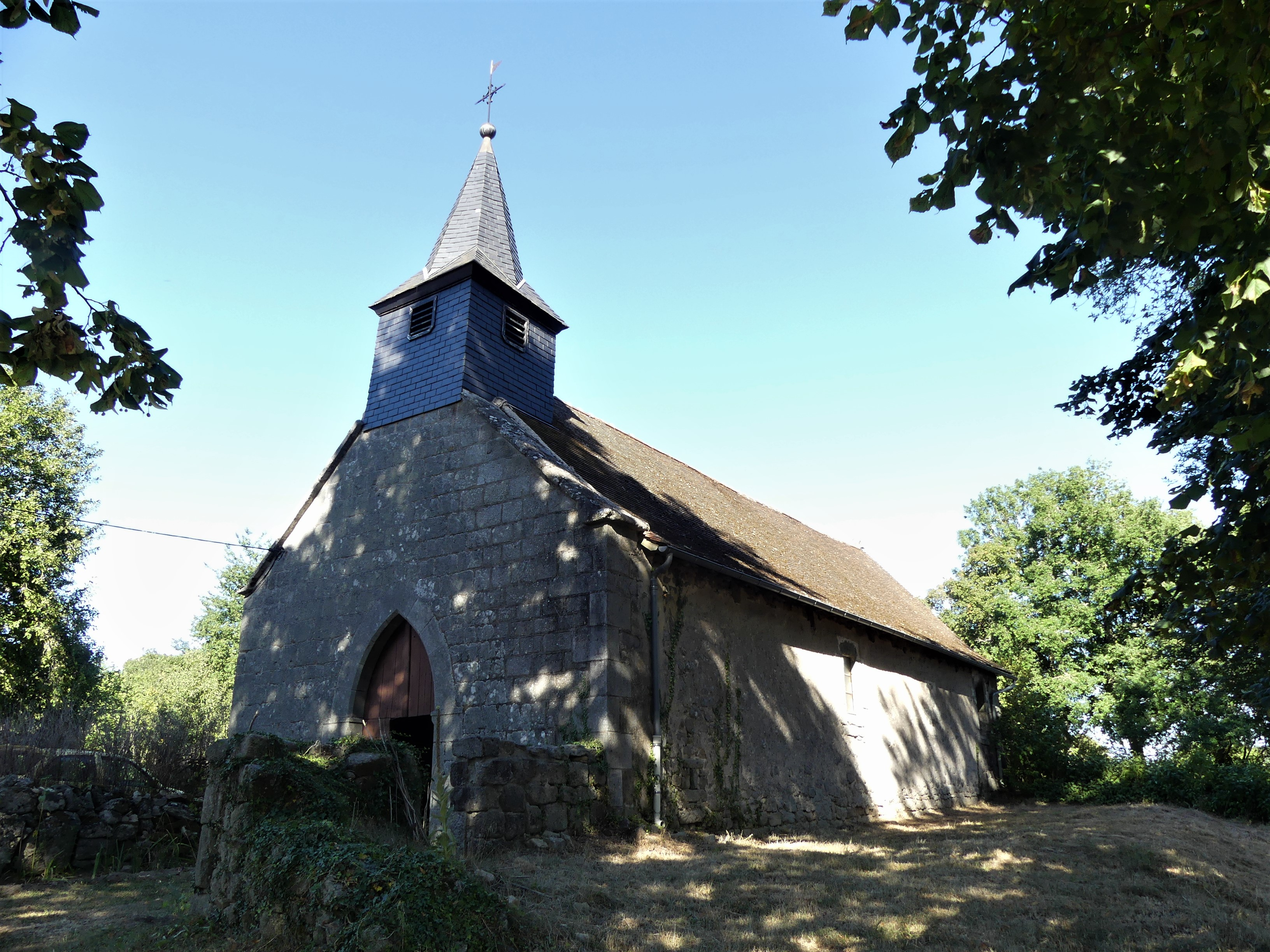
La chapelle Saint-Jean de Blavepeyre.
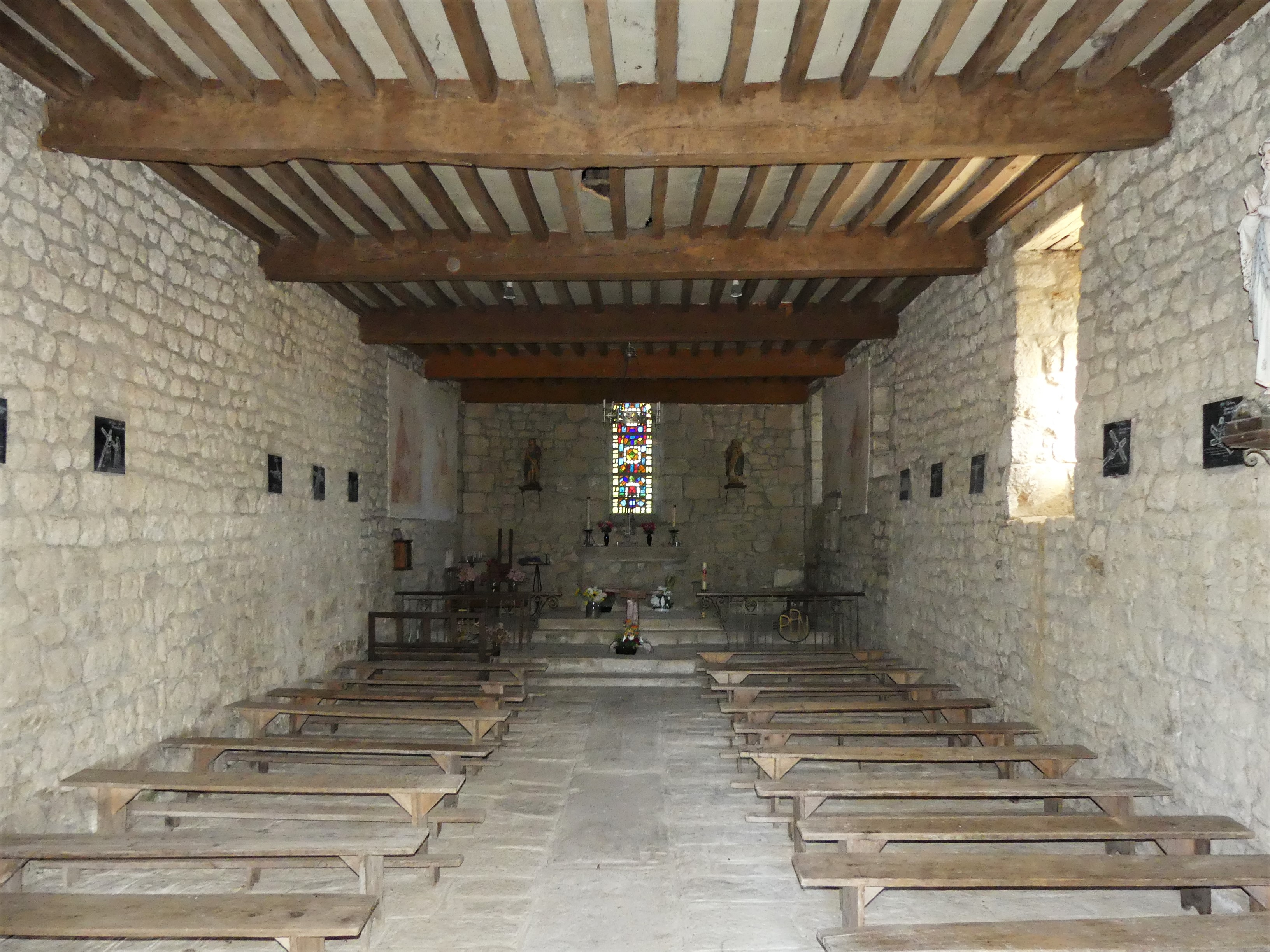
Sa nef.
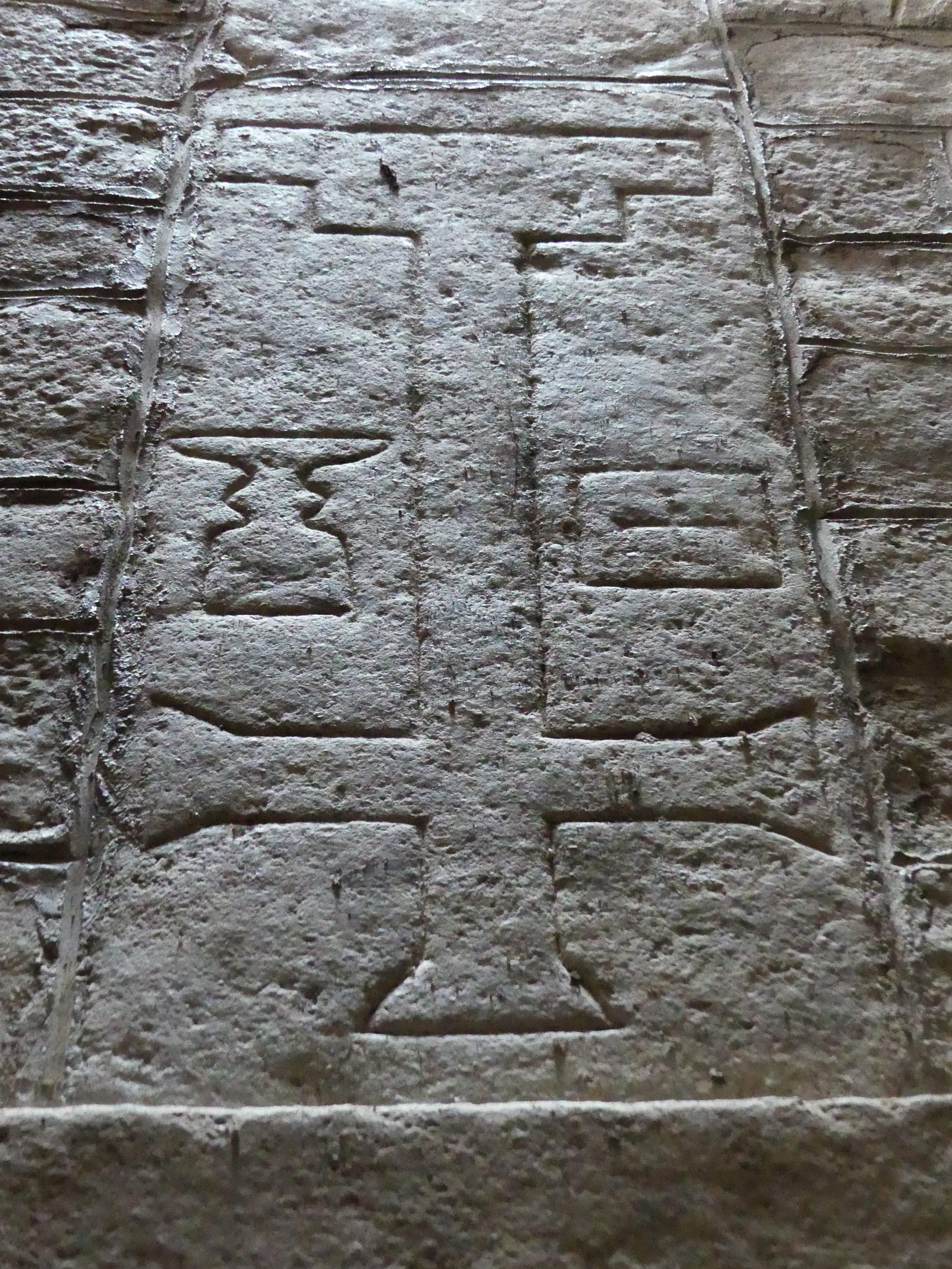
Dalle funéraire dans la chapelle.
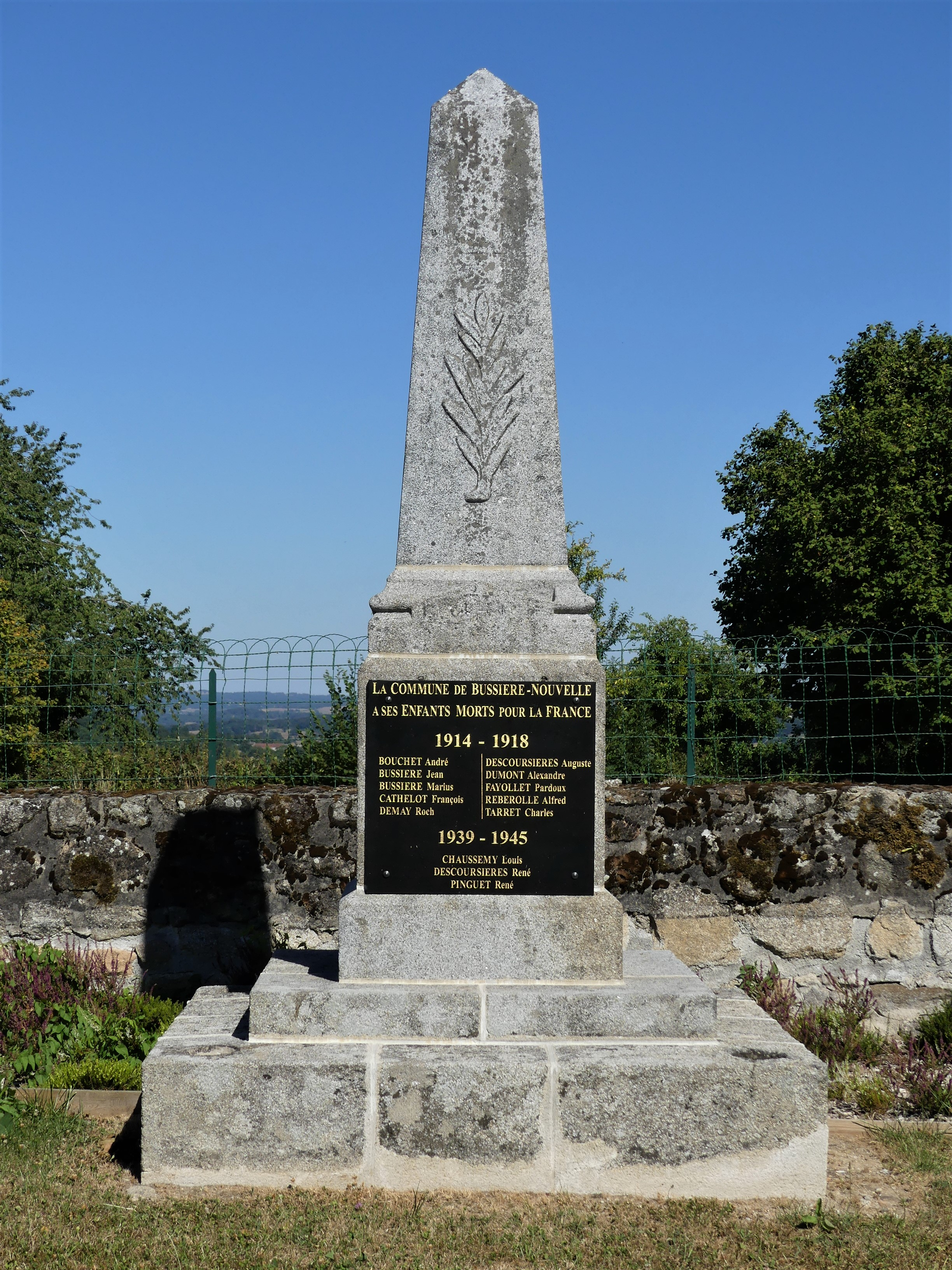
Le monument aux morts.

## Personnalités liées à la commune
- Valérie Simonet, femme politique[24], née le 26 octobre 1966 (58 ans), remplaçante de l'ancien député Jean Auclair, ancienne maire de Bussière-Nouvelle et présidente, depuis le 2 avril 2015, du conseil départemental de la Creuse[25],[26],[27].